# Francesco di Paola Villadecani
Francesco di Paola Villadecani (ur. 22 lutego 1780 w Mesynie, zm. w czerwcu 1861 tamże) – włoski duchowny katolicki, kardynał, biskup Mesyny.

## Życiorys
Święcenia kapłańskie przyjął 18 września 1802. 2 października 1820 został wybrany tytularnym biskupem Ortozji w Karii. 28 października 1820 w Rzymie przyjął sakrę z rąk biskupa Silvestro Todaro. 17 listopada 1823 objął stolicę metropolitalną Mesyny, na której pozostał już do śmierci. 27 stycznia 1843 Grzegorz XVI wyniósł go do godności kardynalskiej. Nie brał udziału w Konklawe 1846, wybierającym Piusa IX.